# Anna af Tyrol, Tysk-Romersk Kejserinde
 "Anna af Østrig (1585-1618)" omdirigeres hertil. For andre personer med samme navn, se Anna af Østrig.
Anna, ærkehertuginde af Østrig, grevinde af Tyrol (født 4. oktober 1585, død 14. december 1618).
Anna var datter af Ferdinand II, ærkehertug af Øvre Østrig, fyrstelig greve af Tyrol og dennes hustru, Anna Caterina Gonzaga.
Ærkehertuginden giftede sig den 4. december 1611 med sin grandfætter, Matthias, kongen af Ungarn og Bøhmen, og blev dermed dronning og majestæt. Matthias blev i 1612 af kurfyrsterne valgt som Hellig Romersk Kejser, og Anna blev kejserinde.
Parret fik ingen overlevende børn, og Anna døde i Wien i 1618, fire måneder før sin mand.